# Pseudomys occidentalis
Pseudomys occidentalis är en däggdjursart som beskrevs av Tate 1951. Pseudomys occidentalis ingår i släktet australmöss, och familjen råttdjur. IUCN kategoriserar arten globalt som livskraftig. Inga underarter finns listade i Catalogue of Life.
Denna gnagare förekommer sydvästra Australien. Den lever i öppna trädansamlingar med tät undervegetation. I boet kan upp till 10 individer leva tillsammans.